# Oeschinenmeer
Het Oeschinenmeer ligt in Kandersteg, Zwitserland (noordelijk gedeelte van de Zwitserse Alpen) op een hoogte van 1578 m en wordt omzoomd door de Blüemlisalp (3663 m), Oeschinenhorn (3486 m), Fründenhorn (3369 m) en Doldenhorn (3643 m).
Deze drieduizenders zorgen voor de nodige toevoer van water via regen- en smeltwater.
Het meer met de omliggende bergen maakt, als uitbreiding op de regio Jungfrau-Aletschhorn-Bietschhorn, deel uit van de Unesco-lijst van het wereldnatuurerfgoed.
Het meer is onder normale omstandigheden ongeveer 60 meter diep maar na de dooiperiode in het voorjaar kan de waterspiegel nog eens 15 meter extra stijgen.
De totale oppervlakte van het meer kan variëren tussen de 1,2 en 1,5 km².
Daardoor wordt het tot de grotere Alpenmeren in Zwitserland gerekend.
Via een regelbaar afwateringskanaal wordt water, dat gebruikt wordt voor de drinkwatervoorziening en de lokale stroomproductie, afgevoerd naar de Öschibach (beek). In Kandersteg mondt de Öschibach uit in de rivier Kander.
Het Oeschinenmeer is een van de toeristische trekpleisters in de regio (Berner Alpen), vooral voor liefhebbers van een stevige bergwandeling, en wordt omringd door een uitgebreide fauna en flora.
Typisch voor de lokale fauna zijn de steenbok, de gems, de arend, de alpenmarmot en zelfs slangen.
Rond het meer kronkelen diverse wandelpaden omhoog richting de SAC berghutten van de Bluemlisalp (Bluemlisalphut – 2834 m) en de Fründenhorn (Fründenhornhut – 2526 m)

Oeschinenmeer (links) op de nationale kaart van Zwitserland (1:25.000)

Meer van Ägeri · Meer van Biel · Bodenmeer · Meer van Brienz · Meer van Genève · Meer van Lugano · Lago Maggiore · Meer van Murten · Meer van Neuchâtel · Meer van Thun · Triftmeer · Vierwoudstrekenmeer · Walenmeer · Meer van Zug · Meer van Zürich